# 노다조역
노다조역(일본어: 野田城駅)은 일본 아이치현 신시로시에 위치한 도카이 여객철도 이다선의 철도역이다. 상대식 승강장 2면 2선의 구조를 갖춘 지상역이다.

## 역 주변
- 노다 성 터
- 국도 제151호선

## 역사
- 1918년 1월 1일 : 도요카와 철도의 역으로서 개업.
- 1943년 8월 1일 : 국유화, 국철 이다선의 역으로 한다.
- 1971년 12월 1일 : 화물과 하물의 취급을 폐지.
- 1984년 2월 24일 : 이다선 남부로의 열차 집중 제어 장치 도입에 맞춰, 역을 무인화.
- 1987년 4월 1일 : 일본국유철도 분할 민영화에 의해, 도카이 여객철도가 승계.

## 인접 역
| 도카이 여객철도 이다선 | 도카이 여객철도 이다선 | 도카이 여객철도 이다선 |
| ---------------------- | ---------------------- | ---------------------- |
| 도조 도요하시 방면     | ■ 이다선               | 신시로 다쓰노 방면     |